# مشية عالية الخطو
المشية عالية الخطو(1) هي شكل من أشكال تشوه المشية، يتميز بتدلي القدم أو جَنف الكاحل بسبب فقدان قدرة القدم على الانثناء. تتدلى القدم وتتوجه أصابع القدم لأسفل، مما يؤدي إلى كشط أصابع القدم أثناء المشي، مما يتطلب من الشخص المصاب رفع الساق أعلى من المعتاد عند المشي.
يمكن أن يحدث تدلي القدم بسبب تلف العصب الشظوي العميق.

## الحالات المرتبطة بالمشية
- تدلي القدم
- مرض شاركو-ماري-توث
- شلل الأطفال
- التصلب المتعدد
- مرض الزهري
- متلازمة غيلان باريه
- الانزلاق الغضروفي
- ضمور العضلات الأمامية
- إصابة العصب الشظوي العميق
- الانزلاق الفقاري
- انزلاق عظم الفخذ

## الهوامش
1. المشية عالية الخطو أو مشية الوَجيف أو المشية الحَرَدِيَّة أو مشية خَبَبيَّة أو مشية رَهوكة (بالإنجليزية: Steppage gait)‏، وتُسمى أيضًا مشية الاعتلال العصبي (بالإنجليزية: Neuropathic gait)‏.

## وصلات خارجية
- فيديو عن مشية الوجيف